# La 25a ora - Il cinema espanso
La 25ª ora - Il cinema espanso è stato un programma televisivo dedicato al cinema italiano d'autore e indipendente, in onda su LA7 in orario notturno dal 2004 al 2011. Era un contenitore di cortometraggi e documentari, non solo italiani, commentati dagli stessi registi, attori o produttori in studio. Il programma era in collaborazione con la Fondazione Centro Sperimentale di Cinematografia. Autore e regista del programma era Fabrizio Accatino. Logo e sigla sono stati realizzati da Alberto Traverso. La sigla rappresenta una cinepresa "esplosa" in tutti i suoi dettagli in una sorta di radiografia del mezzo cinematografico. Il logo è ispirato al TimeCode, il numero progressivo che identifica ogni fotogramma del film.
La conduzione, inizialmente affidata al critico Steve Della Casa che ne è stato l'ideatore, è passata nel 2006 a Paola Maugeri, nel 2009 a Boosta (Davide Dileo), tastierista dei Subsonica e nel 2010 a Roberto Cotroneo.
Il programma è stato cancellato dai palinsesti di LA7 nel 2011, sostituito da Film evento condotto da Enrico Mentana.
Logo e sigla ono stati realizzati dagli art director Alberto Traverso e Elena Andreoli.